# Легенда про крижане серце
«Легенда про крижане серце» — радянський кольоровий художній фільм-казка 1957 року, знятий на кіностудії «Мосфільм» і Фрунзенській кіностудії.

## Сюжет
За киргизькою народною казкою, перенесеною в сучасність. Актриса, співачка і танцівниця Айнакан не здатна кохати через холодне серце. За допомогою чарівника закоханий в неї екскаваторник Мееркан розтоплює її серце звуками сопілки — чоор. Жадібний директор театру спалює сопілку, але юнак жаром свого кохання знову розтоплює серце дівчини.

## У ролях
- Д. Ібраїмова — Айнакан
- Асанбек Умуралієв — Мееркан, екскаваторник, закоханий в Айнакан
- Касимали Бектенов — Камбар, Добрий Чарівник
- Муратбек Рискулов — Ашик, адміністратор
- Ашрал Баталієв — батько Назіри
- Сабіра Кумушалієва — мати Назіри
- Баки Омуралієв — табунник, закоханний в Назіру
- Іскра Раїмкулова — Назіра

## Знімальна група
- Режисери — Олексій Сахаров, Ельдар Шенгелая
- Сценаристи — Віктор Виткович, Григорій Ягдфельд
- Оператор — Костянтин Бровін
- Композитор — Юрій Левітін
- Художники — Володимир Камський, Костянтин Степанов